# Distretto di Birine
Il distretto di Birine è un distretto della provincia di Djelfa, in Algeria, con capoluogo Birine.

## Comuni
Il distretto di Birine comprende 2 comuni:
- Birine
- Benhar